# Diffusionismus

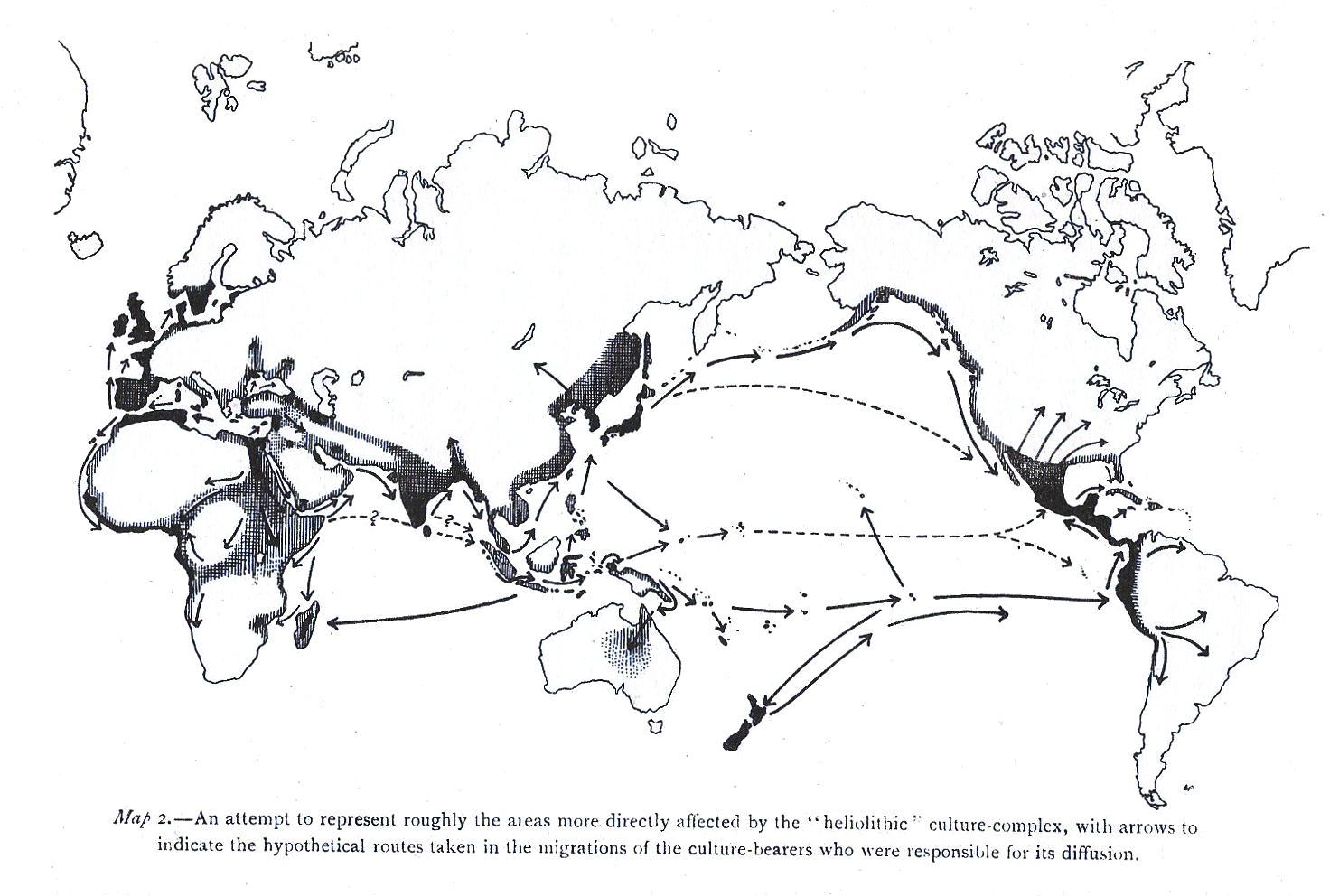
Eine Skizze des Modells weltweiter, von Ägypten ausstrahlender, kultureller Diffusion (nach Grafton Elliot Smith) als Beispiel für den heliolithischen Diffusionismus im frühen 20. Jahrhundert

Diffusionismus (von lateinisch diffundere „ausgießen, verbreiten“: Theorie der Kulturausbreitung) bezeichnet eine Reihe sozial- und kulturwissenschaftlicher Theorien zur Erklärung kultureller Entwicklung und Ausbreitung in Zusammenhang mit Ähnlichkeiten zwischen benachbarten und auch weit voneinander entfernt liegenden Kulturen (Gesellschaften). Eine Grundannahme dieser Forschungsansätze besagt, dass kulturelle Neuerungen (Innovationen) weltweit nur selten erfunden werden und sich anschließend zu anderen Kulturen ausbreiten. Entsprechend werden Gleichheiten und Ähnlichkeiten zwischen verschiedenen Kulturen auf ihren Kontakt zueinander zurückgeführt (siehe auch Kulturtransfer und Homologie).

## Klassischer Diffusionismus

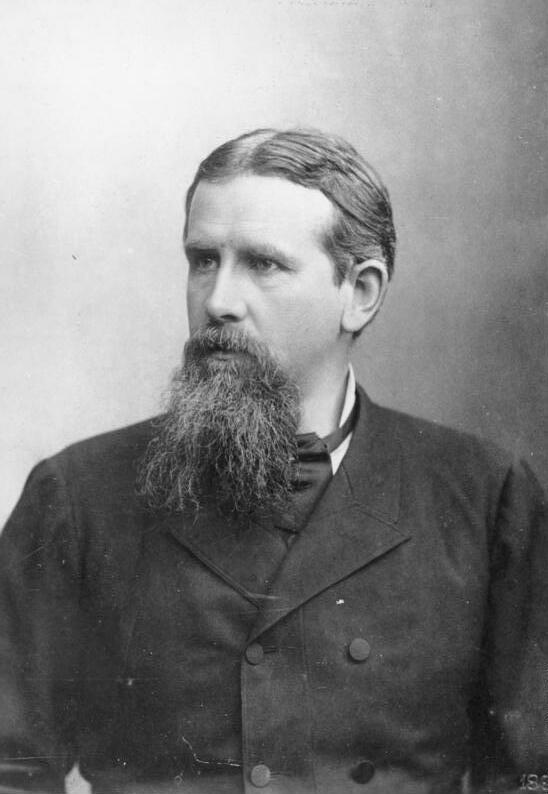
Friedrich Ratzel (1844–1904) gilt als Begründer des frühen oder klassischen Diffusionismus

Der Diffusionismus entwickelte sich Ende des 19. Jahrhunderts als Reaktion auf die Theorien des Evolutionismus (der höhergerichteten Gesellschaftsentwicklung) und spielte bis in die 1920er Jahre hinein als bedeutender Theoriestrang der Sozial- und Kulturanthropologie eine wichtige Rolle in der deutschsprachigen Völkerkunde (Ethnologie).
Im angelsächsischen Sprachraum wurde dieser Theorieansatz als German School bezeichnet.
Als Begründer des Diffusionismus gilt der deutsche Zoologe und Geograph Friedrich Ratzel (1844–1904).
Ein Vertreter des klassischen Diffusionismus war der deutsche Völkerkundler Leo Frobenius als Begründer der Kulturkreislehre (erstmals 1898). Sein Schüler Hermann Baumann ging von einer wechselseitigen Beeinflussung der Kulturen gegen Ende des 4. Jahrtausends v. Chr. im Gebiet zwischen Nil und Indus aus, die einen Weltmythos schuf, der sich später in Wellen in verschiedene Regionen verbreitete.
Weitere Vertreter waren vor allem die sich in den 1920er Jahren entwickelnde Wiener Schule der Völkerkunde mit Wilhelm Schmidt und seinem Schüler Wilhelm Koppers, außerdem die Museumsethnologen Bernhard Ankermann, Fritz Graebner, William Halse Rivers und Clark Wissler. Die Wiener Schule verwendete die grundlegenden Begriffe „Urkultur, Primärkultur, Sekundärkultur“, wobei die Urkultur als wertvollste angesehen wurde, die so genannten „Kulturvölker“ im Vergleich dazu als degeneriert.
Prominente Vertreter des Diffusionismus im Bereich der Archäologie, der sogenannten Kulturhistorischen Archäologie, waren Gustaf Kossinna (1858–1931) und Vere Gordon Childe (1892–1957), die versuchten, den Ausbreitungsprozess und die Wanderungen der frühen Indoeuropäer nachzuzeichnen. 
Die Diffusionisten sahen kulturelle Innovationen als relativ seltene Ereignisse an und schätzten die Erfindungskraft des Menschen und den Einfluss von Umweltfaktoren auf kulturelle Techniken als allgemein eher gering ein. Die großen Kulturleistungen schrieben sie einigen wenigen kreativen Völkern zu – durchaus stimmig zum Hintergrund des Geniekults dieser Zeit und Vorstellungen von der Überlegenheit bestimmter Rassen. Zur Rekonstruktion der Menschheits- und Zivilisationsgeschichte griffen sie auf räumliche Erklärungsmuster zurück: „Aus der Verbreitung von Kulturelementen im Raum erhoffte man sich Rückschlüsse auf die geographischen Bewegungen in der Zeit und so auf die Geschichte der Völker.“
Die Übertragung kultureller Elemente oder Phänomene geschah nach dieser Theorie durch Völkerwanderungen, Handels- und Reisekontakte, durch Missionierung oder durch die Eroberung durch ein fremdes Volk. Oft war der extreme Diffusionismus – auch bei manchen Nachfolgern Friedrich Ratzels – mit rassistischen oder christlich-fundamentalistischen Bedeutungsinhalten verbunden, da er zu einer „Globalisierung des Eigenen“ neigte, sowie dazu, die abendländische (oder später die US-)Kultur als Zivilisationsbringer gegenüber den „verharrenden“ außereuropäischen Gesellschaften zu verabsolutieren (siehe auch Eurozentrismus).
Der amerikanische Anthropologe Roland Burrage Dixon untersuchte die Schriften der frühen Diffusionisten 1928 in seinem Werk The Building of Culture. Er sah Kulturen als ganzheitliche statische Einheiten an, die sich nur durch Wanderung verändern, eine Position, die keine Nachfolger fand. Im Gegensatz dazu betrachtete der dänische Ethnograph Thomas Thomsen (1870–1941), der Feldforschung bei den Inuit in Grönland und Kanada betrieb, Kulturen als Ansammlung von materiellen Elementen und Artefakten, die getrennt „wandern“ können. Jeder Vergleich der Entwicklung von Kulturen müsse auf der Analyse ihrer einzelnen Elemente oder der Komplexe solcher Elemente beruhen. Eine ähnliche Position nahm Kaj Birket-Smith ein, der die Verbreitung der zirkumpolaren Kultur der Rentierzüchter untersuchte und sowohl auf Wanderungen als auch auf die Diffusion einzelner, teils seit dem Paläolithikum existierender Materialien und Artefakte zurückführte. Bei der Beurteilung der Frage, ob es sich bei einem Kulturelement um eine lokale Innovation oder um das Resultat eines Diffusionsprozesses handle, griff auch Birket-Smith auf geographische Aspekte zurück.
Die meisten Vertreter des Diffusionismus setzten keine einzelne Urkultur, sondern lediglich eine begrenzte Anzahl von Kultur-Zentren voraus. Theorien, die davon ausgehen, dass sich alle kulturellen und technischen Innovationen von einem einzigen Ausgangspunkt herleiten lassen, werden auch als Hyperdiffusionismus bezeichnet. Zu dessen Anhängern gehörte Anne Walbank Buckland.
Kritiker des Diffusionismus wie Adolf Bastian verwiesen auf die große Ähnlichkeit der „Elementargedanken“ vieler Völker, eine Vorstellung, die auf die Archetypen C. G. Jungs verweist.
In ihren ursprünglichen Fachgebieten (Anthropologie und Ethnologie, Archäologie und Kulturgeographie) werden diffusionistische Theorien des 19. und frühen 20. Jahrhunderts nach wie vor kaum anerkannt, teilweise auch tabuisiert.

## Heliozentrischer Diffusionismus
Als heliozentrischer Diffusionismus werden historische Theorien bezeichnet, deren Vertreter das Alte Ägypten als Wiege der menschlichen Kultur sahen. So habe die ägyptische Kultur eine Reihe von Zivilisationen befruchtet, die alle die Sonne als Hauptgottheit verehren. Vertreter waren beispielsweise der Australier Grafton Elliot Smith (1871–1937) und der Brite William James Perry (1887–1949).

## Moderner Diffusionismus
Dem modernen Diffusionismus werden eine Reihe unterschiedlicher Theorien zugeordnet, die nicht mehr vorrangig der Ausbreitung dominanter Kulturen durch Eroberung oder Landnahme große Bedeutung als Treibkraft kultureller Entwicklung beimessen, sondern der Kontaktaufnahme und Interaktion früher isolierter Kulturen auch über weite Räume hinweg, beispielsweise durch die Überquerung des Pazifik. Ein bekannter Vertreter war der norwegische Forscher Thor Heyerdahl (1914–2002).
Gemäßigt diffusionistische Theorien vertrat der britische marxistische Archäologietheoretiker Vere Gordon Childe (1892–1957), der zunächst den Theorien Gustaf Kossinnas folgte, sie dann aber wegen ihrer rassistischen Bedeutungsinhalte kritisierte und der internen Entwicklungsdynamik und Differenzierung der frühen Gesellschaften eine größere Bedeutung im Vergleich zu Wanderungen und asymmetrischen Kulturkontakten beimaß. Entwicklungsstufen der menschlichen Kultur waren für ihn keine dinglichen Realitäten, sondern geistige Sinnzusammenhänge oder Ordnungsstrukturen, deren Grundlagen zu erfassen seien. In Abgrenzung zu linear-rassistischen Evolutionstheorien benutzte Childe die Begriffe neolithische Revolution und urbane Revolution.

## Gegenpole
Im Gegensatz zum Diffusionismus stehen Theorien der soziokulturellen Evolution, des Evolutionismus und der Memetik (Verbreitung von Bewusstseinsinhalten). Eine mittlere Position zwischen diffusionistischen und evolutionistischen Theorien vertritt das Konzept der Kontaktinnovation an der Grenzlinie zwischen zwei Kulturen, das beispielsweise in der Sprachwissenschaft und Archäologie eine Rolle spielt.
So sind bspw. alle diffusionstheoretischen Versuche fehlgeschlagen, die Entstehung der alten westafrikanischen Königreiche auf Diffusionsprozesse der Kultur des Reichs von Kusch zurückzuführen, etwa durch die Verbreitung der Staatsidee durch berittene Kriegereliten, während sie John Donnelly Fage und Roland A. Oliver mit den fruchtbaren Kontakten zwischen Ackerbauern und Nomaden erklären. Dabei wirken interkulturelle Unterschiede zwar als Hemmnisse der Diffusion der jeweiligen Kulturelelemente, befördern aber das Tempo von Erfindungen und Neuerungen an den Grenzlinien zwischen Kulturen und bewirken emergente Eigenschaften (spontane Herausbildungen). Unklar ist, ob und wie solche Diffusionsprozesse ohne sprachliche Verständigung möglich sind.

## Kulturelle Diffusion in anderen Wissenschaften
Unter dem Gesichtspunkt der Verbreitung von Innovationen hat sich die Beschäftigung mit kulturellen Diffusionsprozessen in angrenzenden Fachwissenschaften zu einem selbstverständlichen Gegenstand der Forschung entwickelt, beispielsweise Diffusionstheorien bezüglich sozialer Systeme oder Märkte.
Dazu gehören vor allem die Agrarökonomie und Agrarsoziologie, die Wirtschaftsgeographie, Politikwissenschaft (Diffusion), Erziehungswissenschaft und die Geschichtswissenschaft. Mit Ausnahme Letzterer schließt die Forschung auch die Betrachtung von Gesellschaften unter der Fragestellung ein, wie sie dahingehend beeinflusst werden können, Innovationen vorzunehmen, sowie die Vorhersage der Ergebnisse solcher Neuerungen (beispielsweise bezüglich Technologietransfer).